# Pierre Audiat
Pierre Audiat (* 15. November 1891 in Angoulême; † 20. April 1961 in Paris) war ein französischer Journalist, Romanist und Literaturwissenschaftler.

## Leben und Werk
Audiat war Absolvent der École normale supérieure und  1914 Agrégé. Im Weltkrieg war er dekorierter Infanterieoffizier. Er habilitierte sich (nach einem Stipendiat der Fondation Thiers 1919-1922) mit den Thèses La biographie de l'oeuvre littéraire. Esquisse d'une méthode critique  (Paris 1924), sowie "L'Aurélia" de Gérard de Nerval (Paris 1925), verzichtete aber auf die Universitätslaufbahn zugunsten einer Existenz als Autor, Journalist und Homme de lettres. Er schrieb von 1946 bis 1956 in der Zeitung Le Monde die tägliche Glosse „Au jour le jour“.

Audiat war Offizier der Ehrenlegion und Träger des Ordens Croix de guerre. 

## Weitere Werke

### Romane
- La porte du fond. Roman, Paris 1935 (Titel wieder verwandt durch Christiane Rochefort 1985)
- La haute nuit. Roman, Paris 1939
- Les ravagés. Roman, Paris 1948

### Monographien
- (Hrsg. mit J. René Chevaillier) Les textes français, 6 Bde., Paris 1927-1934; mehrere Auflagen; Les nouveaux textes français, Paris 1960-1965 (Lehrbuch der Literaturgeschichte)
- (Hrsg. mit J.-René Chevaillier) Madame de Sévigné, Lettres choisies, Paris 1927
- Madame de Montespan, Paris 1938
- La Grèce au temps des dieux, Paris 1938
- Paris pendant la guerre (juin 1940-août 1944), Paris 1946 (japanisch Tokio 1951)
- Ainsi vécut Victor Hugo, Paris 1947
- Vingt-cinq siècles de mariage, Paris 1961